# Acének

Az acének általános szerkezeti képlete

Az acének a szerves vegyületek, azon belül a policiklusos aromás szénhidrogének egyik csoportja, melyet lineárisan kondenzált benzolgyűrűk alkotnak. A csoport nagyobb gyűrűszámú tagjai potenciális optoelektronikai felhasználással rendelkeznek, és aktív kémiai és elektromérnöki kutatások tárgyai. A pentacént beépítették szerves térvezérlésű tranzisztorokba, melyek töltéshordozó mobilitása elérheti akár az 5 cm²/Vs értéket is.
Az acének első 6 szubsztituálatlan tagjának listája az alábbi táblázatban látható:
| Név      | Összegképlet | Gyűrűk száma | Moláris tömeg | CAS szám | Szerkezeti képlet |
| -------- | ------------ | ------------ | ------------- | -------- | ----------------- |
| Benzol   | C6H6         | 1            | 78,11 g/mol   | 71-43-2  |                   |
| Naftalin | C10H8        | 2            | 128,17 g/mol  | 91-20-3  |                   |
| Antracén | C14H10       | 3            | 178,23 g/mol  | 120-12-7 |                   |
| Tetracén | C18H12       | 4            | 228,29 g/mol  | 92-24-0  |                   |
| Pentacén | C22H14       | 5            | 278,35 g/mol  | 135-48-8 |                   |
| Hexacén  | C26H16       | 6            | 328.41 g/mol  | 258-31-1 |                   |
| Heptacén | C30H18       | 7            | 378,46 g/mol  | 258-38-8 |                   |

Az utolsó két tag, a hexacén és a heptacén nagyon reakcióképesek, és csak mátrixban izolálták őket. Bisz(trialkilszililetinil) származékaikat azonban előállították mint kristályos szilárd anyagokat.

## Nagyobb gyűrűtagszámú acének
Kiterjedtebb konjugációjuk miatt a nagyobb gyűrűtagszámú acéneket is tanulmányozzák. Ezek a vegyületek a szén nanocsövek és a grafén építőkövei is egyben. A szubsztituálatlan oktacén (n=8) és nonacén (n=9) létezését mátrix izolációs technikával kimutatták. A nonacén egyik stabil származékát is előállították. Ez a tioaril szubsztituensek elektronikus hatásai miatt nem kettős gyök, hanem olyan lezárt elektronhéjú vegyület, melynek HOMO-LUMO energiakülönbsége az acének között a legkisebb.

## Hasonló vegyületek
Hasonló, 1,2-kapcsolódású gyűrűkből álló vegyületcsoportot alkotnak a helicének, ám ezekben a gyűrűk nem egy egyenes mentén, hanem csavarvonal alakban helyezkednek el.

## Fordítás
Ez a szócikk részben vagy egészben az Acene című angol Wikipédia-szócikk fordításán alapul.  Az eredeti cikk szerkesztőit annak laptörténete sorolja fel. Ez a jelzés csupán a megfogalmazás eredetét és a szerzői jogokat jelzi, nem szolgál a cikkben szereplő információk forrásmegjelöléseként.